# Dãy núi Ural

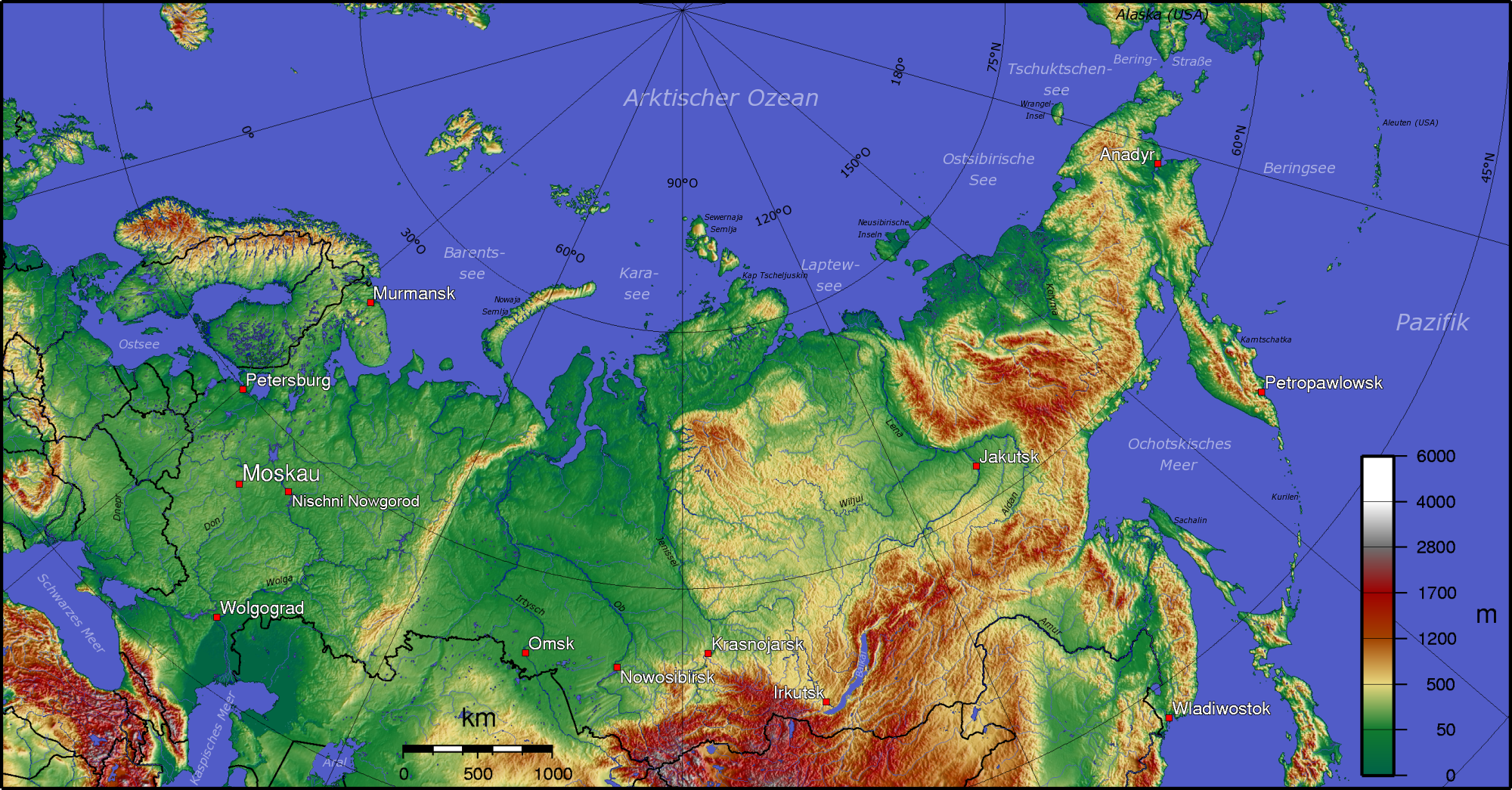
Vị trí mạch núi U-ran ở Nga

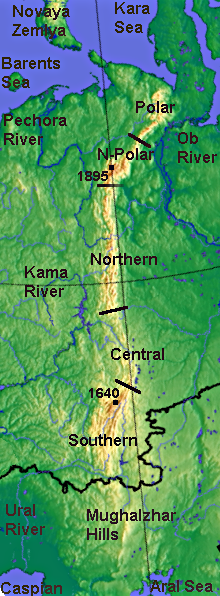
Mạch núi từ bắc đến nam chia làm 5 khúc núi Cực địa U-ran, núi Á cực địa U-ran và núi Bắc, Trung, Nam Ural

Dãy núi Ural, hoặc gọi mạch núi U-ran, là đường phân giới hai châu lục châu Âu và châu Á. Phía bắc bắt đầu vịnh Baydaratskaya ở biển Ca-ra, phía nam cho đến khu vực thảo nguyên Kazakh, dài dằng dặc 2.500 kilômét, làm trung gian giữa đồng bằng Đông Âu và đồng bằng Tây Siberia. Mạch núi từ bắc đến nam chia làm 5 khúc núi Cực địa U-ran, núi Á cực địa U-ran và núi Bắc, Trung, Nam U-ran. Chiều cao so với mức mặt biển trung bình từ 500 đến 1.200 mét; đỉnh núi Narodnaya cao 1.894 mét ở núi Á cực địa Ural là đỉnh núi cao nhất của mạch núi U-ran. Bề ngang của mạch núi là 40 đến 150 kilômét. Khúc giữa thấp phẳng, là đường giao thông trọng yếu của hai châu lục châu Âu và châu Á. Sườn tây của mạch núi U-ran khá thoai thoải, sườn đông dốc gần như thẳng đứng. Sự phân bố tài nguyên khoáng sản và động thực vật ở hai cạnh bên mạch núi U-ran có khác biệt rõ ràng. Mạch núi U-ran vẫn là đường phân thủy của lưu vực sông Vôn-ga, sông U-ran ở sườn tây và sông Ô-bi ở sườn đông.

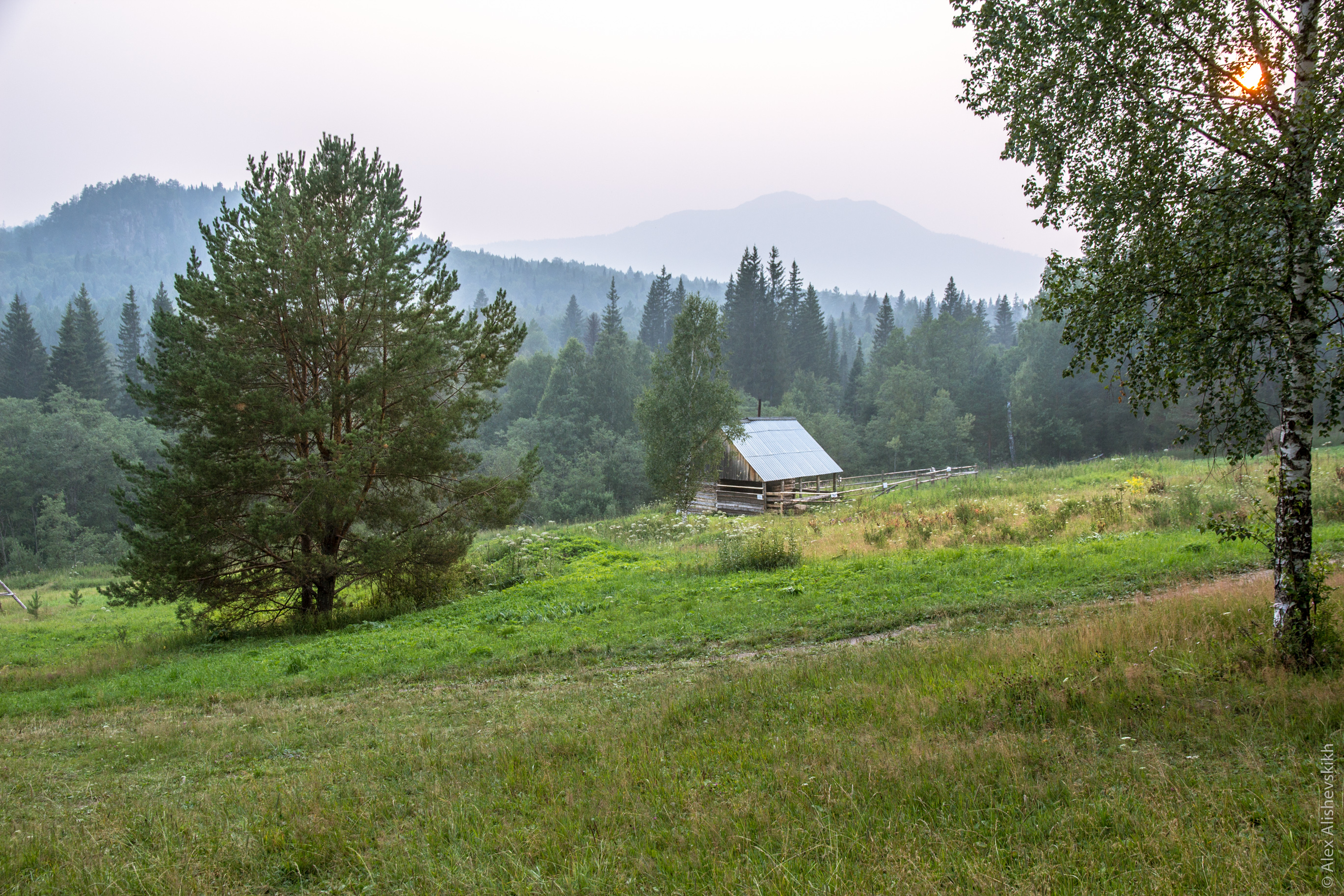
Dãy Ural

## Địa chất
Mạch núi U-ran hình thành vào Kỉ Than đá, lúc đó Siberia ngày nay là một khối đất liền độc lập, xô đụng nhau với một phần lục địa Siêu cấp lúc ấy - châu Âu ngày nay, rồi hình thành mạch núi U-ran. Đến nay chỉ có châu Âu và Siberia vẫn nối liền lẫn nhau. Đảo Tân Địa ở giữa biển Ca-ra và biển Barents trên thật tế là sự duỗi dài của mạch núi Ural.
Mạch núi Ural mở đầu hình thành vào thời gian nhô lên mang tính kết cấu của vận động tạo núi Variscan (chừng 250 triệu năm về trước). Khoảng chừng 280 triệu năm về trước, chỗ này nhô lên một khu vực núi cao, nó lại bị xâm chiếm ăn mòn biến thành đồng bằng xấp xỉ. Vận động tạo núi An-pơ đã hình thành đất đồi núi mới, rõ ràng nhất chính là sự nhô lên đất đồi núi của núi Á cực địa U-ran.
Sườn tây mạch núi U-ran, bên trong có đá trầm tích vào kì giữa Đại Cổ sinh khoảng chừng 350 triệu năm tạo thành nên. Mạch núi U-ran về phía tây là sụt lún Cis-Ural, vào cuối kì Đại Cổ sinh (chừng 300 triệu năm trước) có rất nhiều vật chất bị xâm chiếm ăn mòn bị bồi tích đến chỗ này; vào năm 1988 rất nhiều địa phương ở sườn tây mạch núi đều lộ ra đất bậc thềm, dần dần xuống thấp từng bậc xuyên qua sụt lún Cis-Ural. Sườn tây đi đến nơi có các-xtơ (khu vực đá vôi bị xâm chiếm ăn mòn hoàn toàn) và thạch cao, mang theo mình hang động và dòng suối dưới đất cực kì to lớn. Ở sườn đông, tầng đá núi lửa và tầng đá trầm tích thay phiên chồng chất lẫn nhau, chúng nó đều là do kì giữa Đại Cổ sinh hình thành nên.
Các nham thạch này đã tạo thành nếp lồi phức Tagil-Magnitogorsk (là một nhóm đá vòng cung và đá máng, bản thân nó cũng hình thành thung lũng hình dạng chữ U), nó là nếp lồi phức lớn nhất trong cả mạch núi. Sườn đông của núi Trung Ural và Nam Ural cong ngoằn làm thành gò đồi chân núi kiểu đồng bằng xấp xỉ, chỗ này thông thường có sự phô bày của đá hoa cương, cũng thường xuyên có đỉnh núi đơn độc hình trạng kì dị. Ở phía bắc, đồng bằng xấp xỉ bị chôn vùi dưới vật trầm tích của đồng bằng Tây Siberia lỏng lẻo rời rạc và dễ vỡ thành hình dạng bột vụn.
Địa hình có quan hệ lớn với thành phần cấu tạo của đá: đồi núi cao chót vót và sống núi thấp lùn, đỉnh bằng phẳng là do đá thạch anh, đá phiến, đá huy trường tạo thành, các nham thạch này không dễ phong hoá. Đỉnh núi đơn độc rất hay thấy; có một ít thung lũng hình dạng chữ U hướng bắc - nam, trong đó hầu như đều có thung lũng sông. Sườn tây của cả mạch núi, phát triển cao độ địa hình các-xtơ, có rất nhiều hang hốc, bồn địa và dòng suối dưới đất.
Tuy nhiên địa tầng các-xtơ ở sườn đông khá ít, trái lại có có các tầng nham thạch lên cao để lộ phía trên mặt đất bằng phẳng. Ở phía đông, gò đồi chân núi rộng lớn đã xuống thấp làm thành đồng bằng xấp xỉ nối liền không gián đoạn núi Trung U-ran và núi Nam U-ran.